# Tour de Vendée 1987
Il Tour de Vendée 1987, sedicesima edizione della corsa, si svolse il 26 aprile su un percorso di 204 km, con partenza e arrivo a La Roche-sur-Yon. Fu vinto dal francese Jean-Claude Colotti della R.M.O. davanti al suo connazionale Philippe Louviot e al belga Dirk De Wolf.

## Ordine d'arrivo (Top 10)
| Pos. | Corridore            | Squadra                         | Tempo |
| ---- | -------------------- | ------------------------------- | ----- |
| 1    | Jean-Claude Colotti  | R.M.O.                          |       |
| 2    | Philippe Louviot     | Z-Peugeot                       |       |
| 3    | Dirk De Wolf         | Hitachi-Marc                    |       |
| 4    | Jean-René Bernaudeau | Fagor-MBK                       |       |
| 5    | Pierre Le Bigaut     | Z-Peugeot                       |       |
| 6    | Andre Chappuis       | R.M.O.                          |       |
| 7    | Frans Maassen        | Superconfex-Kwantum Hallen-Yoko |       |
| 8    | Jack Arvid Olsen     | Hitachi-Marc                    |       |
| 9    | Gilles Sanders       | KAS-Canal 10                    |       |
| 10   | Stefan Van Leeuwe    | SEFB-Gipiemme                   |       |